# 歐洲葡萄牙語
歐洲葡萄牙語（Português europeu）是葡萄牙語之葡萄牙方言，也是一種起源於葡萄牙盧西塔尼亞地方的語言，故稱琉息太尼亞葡萄牙語（Português lusitano）。此外，歐洲葡萄牙語在巴西或其他地區被稱為葡萄牙葡萄牙語或葡萄牙葡語（Português de Portugal），意思是在葡萄牙境內使用葡萄牙語，以區別於巴西葡萄牙語。一般所說的標準葡萄牙語發音是以歐洲葡萄牙語為準，使用歐洲葡萄牙語的地區還包括澳門、東帝汶和非洲葡萄牙語諸國。之所以叫「歐洲葡萄牙語」，原因是為了避免使用「葡萄牙葡萄牙語」（Português português）這種拗口的名稱。
葡萄牙語是一種拉丁語系語言，在歷史上也曾受到希臘語和阿拉伯語的影響。中世紀時稱為加利西亞-葡萄牙語，流行於伊比利半島西北部。當葡萄牙於12世紀形成獨立國家後，這種語言也進化成葡萄牙語。西班牙北部自治區加利西亞座落在西葡兩國邊境，這裡的官方語言加利西亞語同葡萄牙語非常相近，以至這兩種語言的母語使用者幾乎可以無障礙相互理解。葡萄牙語和西班牙語雖然也很相似，並且它們也有大量相同詞彙，但它們是完全不同的兩種語言，且西葡二語的母語使用者在未經學習的情況下，不能無障礙溝通。
在地理位置上，歐洲葡萄牙語有南、北之分：南方的里斯本和北方的科英布拉。